# Paardenmanege (molen)

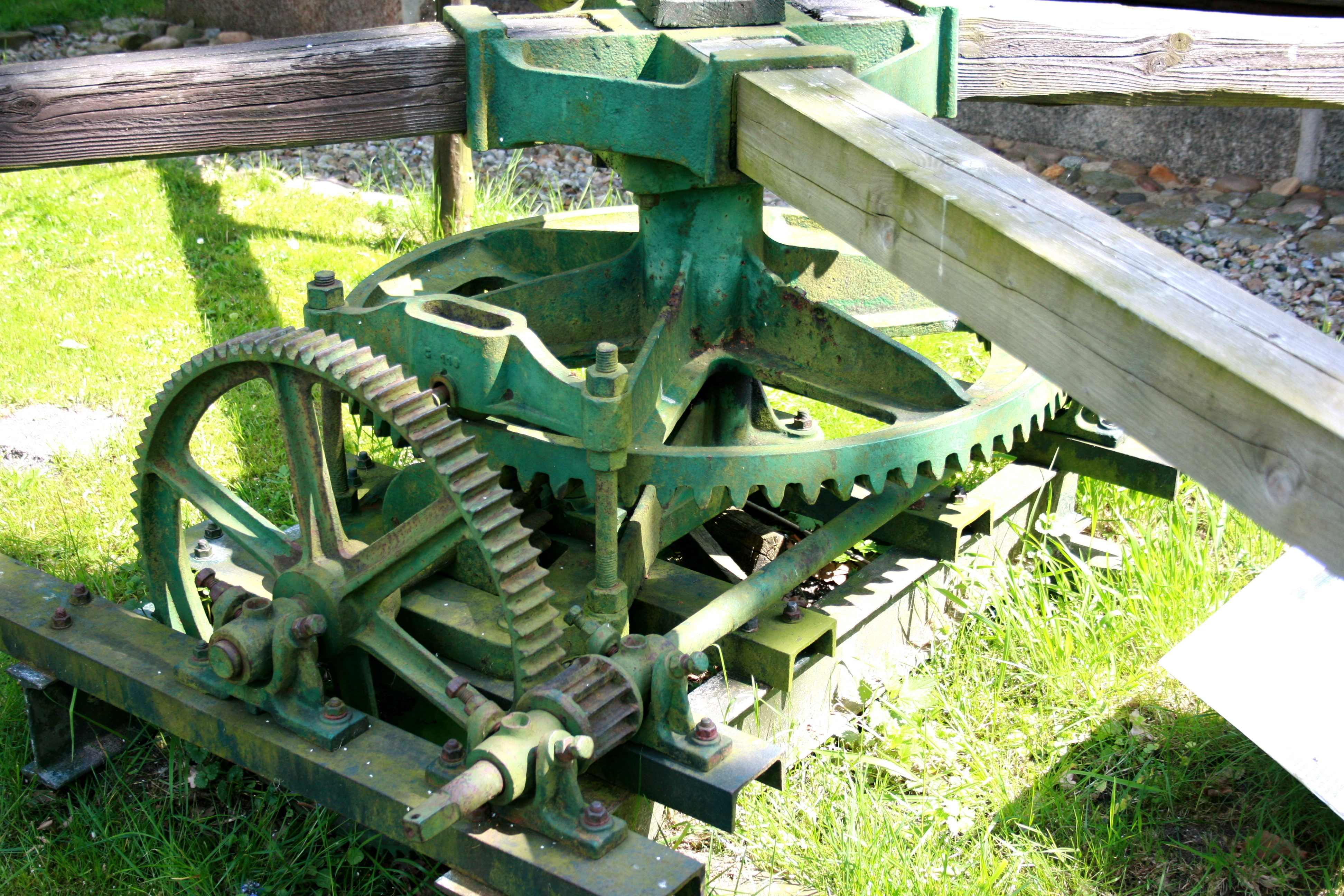
Gietijzeren overbrenging

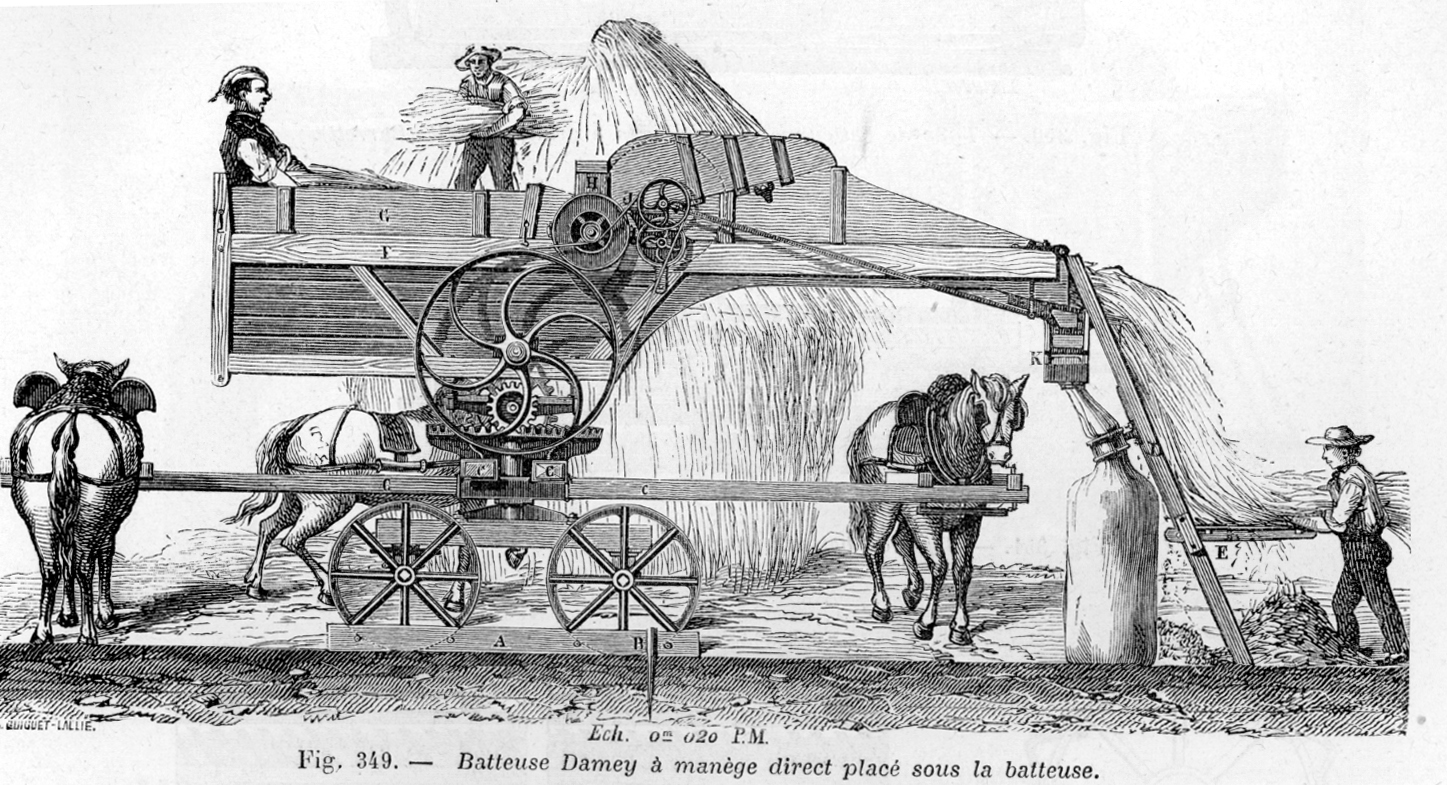
Dorsmachine uit 1881

Een paardenmanege is een soort rosmolen.
Het betreft een gietijzeren overbrenging die, evenals bij een klassieke rosmolen werd aangedreven door paarden die in de rondte liepen. Bij de klassieke buitenrosmolen liepen de paarden om een gebouwtje heen waarin de (maal-)inrichting stond en vond de overbrenging via het dak plaats. Bij de manege werd de arbeid via een stang naar de overbrenging gebracht en van daar via een as, die in de grond was gezonken of ondergronds liep teneinde de paarden niet te hinderen, naar een gebouwtje werd overgebracht waar de installatie stond. Gewoonlijk werd door de as een landbouwmachine, vaak een dorsmachine, aangedreven.
Maneges werden einde 19e eeuw industrieel vervaardigd en vormden een aanzet tot landbouwmechanisatie. Toen later de landbouwmachines door motoren werden aangedreven, verdwenen de paardenmaneges van het toneel.